# Bartın (tartomány)
Bartın tartomány Észak-Törökországban található a Fekete-tenger partján, keletre Zonguldak-tól. Székhelye Bartın.
A tartományban található az ősi kikötő, Amasra (Amastris), mely két kis szigeten található.

## Körzetek
A tartomány négy körzetre oszlik:
- Amasra
- Bartın
- Kurucaşile
- Ulus